# Корелья-Антельминелли
Корелья-Антельминелли (итал. Coreglia Antelminelli) — коммуна в Италии, располагается в регионе Тоскана, в провинции Лукка.
Население составляет 4805 человек (2008 г.), плотность населения составляет 92 чел./км². Занимает площадь 53 км². Почтовый индекс — 55025. Телефонный код — 0583.
Покровителем коммуны почитается святой архангел Михаил, празднование 8 мая.

## Демография
Динамика населения:

## Администрация коммуны
- Официальный сайт: https://web.archive.org/web/20080823014138/http://www.lunet.it/forum/comunedicoreglia/